# The Hardy Boyz
The Hardy Boyz (também conhecido como "The Hardys" ou "Team Xtreme(com a Lita)"), é uma tag team de wrestling profissional, reconhecida pelo seu trabalho na WWE e na TNA e consiste nos irmãos da vida real Matt e Jeff. Eles atualmente trabalham para a All Elite Wrestling (AEW).
Eles iniciaram a parceria em 1993, lutando em um circuito independente, logo conquistando o título de duplas da NWA 2000. Formaram também uma companhia própria de wrestling, a Organization of Modern Extreme Grappling Arts (OMEGA), onde eles conquistaram o OMEGA Tag Team Championship. Assinaram contrato com a WWE em 1998, onde tiveram como manager Michael Hayes. Após recusarem Hayes, foram comandados por Gangrel, Terri Runnels, e finalmente Lita, amiga dos dois na vida real. Com a adição de Lita, o grupo foi renomeado "Team Xtreme". Depois de ficarem separados entre 2002 e 2006, a dupla reuniu-se para fazer feud com MNM; e acabou separando-se em 2007.
Os títulos mais importantes conquistados pela dupla foram o World Tag Team Championship (6 vezes) e o WCW Tag Team Championship, por 1 vez. Além disso, Matt e Jeff conquistaram muitos títulos singulares em suas carreiras.

## História

### Circuito Independente (1993-1998)
Matt e seu irmão Jeff formaram uma equipe em 1993 depois que Jeff estreara na Trampoline Wrestling Federation (TWF). Formaram até um centro de treinamentos de wrestlers em 1997, chamado Organization of Modern Extreme Grappling Arts (OMEGA). A equipe trabalhou em circuitos independentes da Carolina do Norte ganhando o OMEGA Tag Team Championship e o NWA 2000 Tag Team Championship.

### World Wrestling Federation/Entertainment (1998-2009)

#### 1998-2000
Em 1998, os irmãos Hardy assinaram contrato com a World Wrestling Federation, e foram treinados por Dory Funk, Jr.. Quando finalmente estrearam na WWF, depois de meses de "jobbing" e House shows, formaram um tag team chamado The Hardy Boyz. Quando Edge e Christian criaram a The Brood em 1999, The Hardys colocaram Michael Hayes como seu manager. Em 5 de julho, ganharam seu primeiro campeonato mundial de duplas vencendo a The Acolytes, tendo perdido o cinturão um mês depois. Depois da dissolução da The Brood, The Hardys criaram junto a Gangrel o grupo The New Brood e começaram uma rivalidade com Edge e Christian.
Em 17 de outubro de 1999, no No Mercy, The Hardys ganharam os serviços de Terri Runnels como manager na final de Terri Invitational Tournament no primeiro combate Ladder de duplas da WWF vencendo Edge e Christian. No Survivor Series, perderam a luta contra Edge & Christian. No Armageddon, participaram em um battle royal de duplas, porém não conseguiram ganhar.
No ano de 2000, The Hardy Boyz encontraram um novo manager, Lita. Juntos, começaram a chamar-se "Team Xtreme". No Royal Rumble, ganharam dos Dudley Boyz em um combate Tag Team TLC Match. No No Way Out perderam uma luta frente a Edge e Christian. Na Wrestlemania participaram em uma Ladder Match mas perderam depois que Edge e Christian pegaram nos cinturões. No SummerSlam os Hardy Boyz competiram no primeiro combate TLC pelo campeonato mundial de duplas contra os Dudley Boys e Edge & Christian, porém não conseguiram ganhar. No Unforgiven, ganharam o campeonato mundial de duplas depois de ganhar de Edge & Christian em uma Steel Cage Match, porém o perderam no No mercy frente a Edge & Christian. Também participaram do Survivor Series donde foram o único sobreviviente de sua equipe. No Armageddon, perderam frente a The Radicalz.

#### 2001-2003

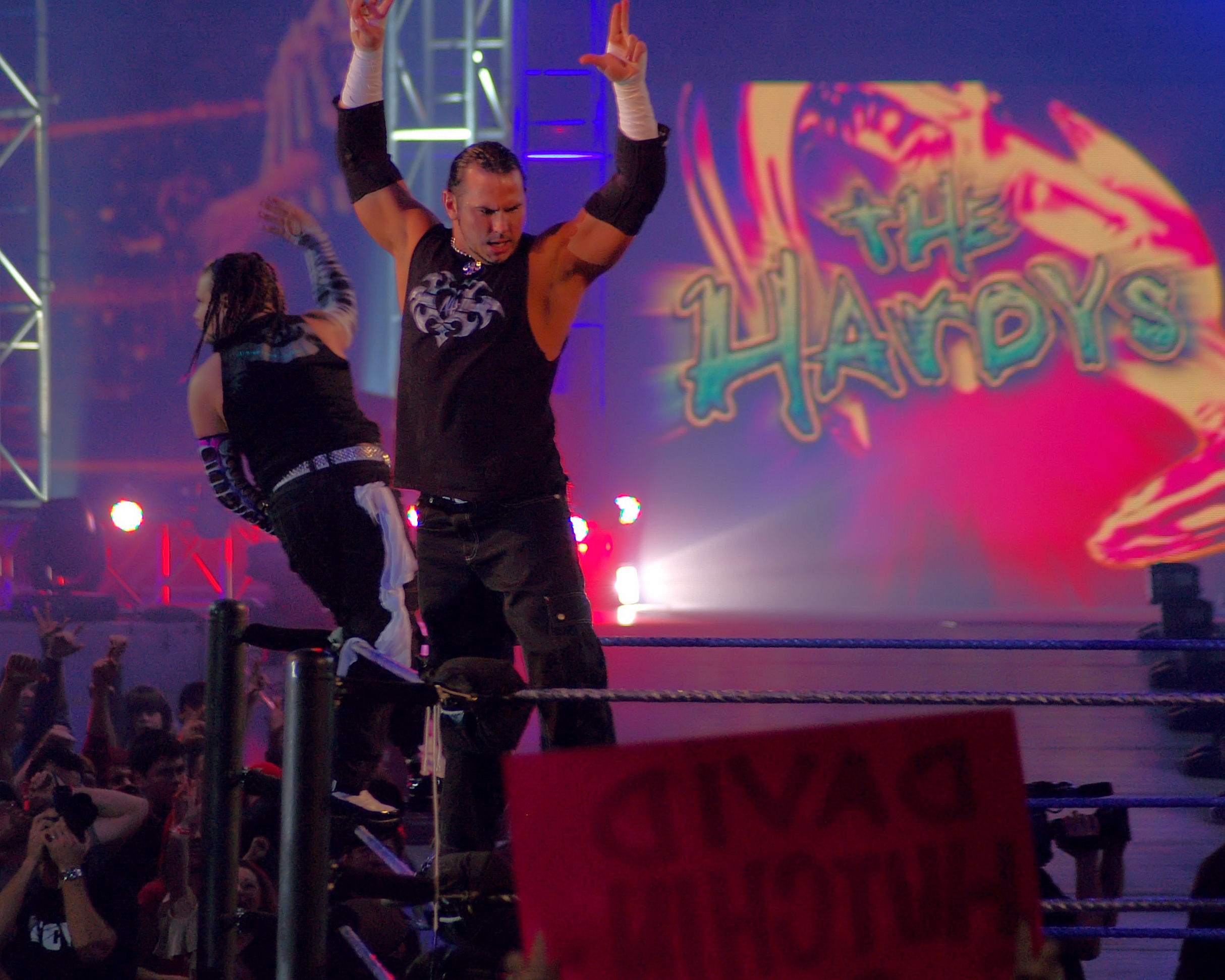
Entrada da dupla Jeff e Matt.

Participaram do Royal Rumble donde conseguiram eliminar a Faarooq. Participaram na WrestleMania X-Seven em uma TLC Match porém perderam depois que Edge e Christian lhes atingiram com os cinturões. No Insurrextion participaram em uma Four Way Elimination Match mas não conseguiram ganhar. No WWE Judgment Day participaram em um combate para determinar os campeões, mas não conseguiram a vitória. No Unforgiven participaram de uma Four Way Elimination Match porém perderam. Em 8 de outubro, na edição da RAW, venceram Booker T e Test ganhando o campeonato mundial de duplas da WCW. No No Mercy venceram a Lance Storm e The Hurricane mantendo o campeonato mundial de duplas da WCW, porém em 23 de Outubro o perderam frente aos Dudley Boyz (Bubba Ray) & D-Von na Raw. Em 12 de Novembro conseguiram o campeonato mundial de duplas da WWE na Raw depois de vencer Booker e Test, porém o perderam no Survivor Series frente aos Dudley Boyz em um combate de unificação dos campeonatos WCW World Tag Team Championship e WWE World Tag Team Championship. Depois de perder os títulos, Jeff teve uma rivalidade com seu irmão Matt, o que levou a um combate no Vengeance onde Jeff ganhou. Participaram também do No Way Out em uma Tag Team Turmoil match porém não conseguiram ganhar. Participaram da WrestleMania X8, onde não conquistaram o WWE World Tag Team Championship devido que Billy golpeou a Jeff com o cinturão. The Hardys separaram-se quando Matt passou para a Smackdown e Jeff saiu da WWE.

### Regresso de Hardy Boyz

#### 2006
Em 4 de agosto de 2006, Jeff Hardy foi novamente contratado pela WWE. Nos bastidores do Unforgiven 2006, Lita, Jeff Hardy e Matt Hardy voltaram a ver-se depois de 4 anos (kayfabe). Os Hardy Boyz voltaram a lutar no Survivor Series 2006, formando equipe com D-Generation X e CM Punk para enfrentar à Edge, Randy Orton, Gregory Helms, Johnny Nitro e Mike Knox. 5 dias antes do evento, The Hardys venceram uma luta contra FBI (Little Guido e Tony Mamaluke). No Survivor Series, a equipe DX ganhou facilmente eliminando a todos os integrantes da equipe Rated-RKO.
Em 27 de novembro, na RAW, Hardys tiveram a oportunidade de conquistar o Título Mundial de Duplas perante os campeões Rated-RKO (Edge e Orton). No combate, Edge acertou Jeff com o cinturão, assim, a Rated RKO mantiveram os títulos por desqualificação. No dia seguinte, na ECW, Hardy Boyz derrotaram a equipe de Sylvester Terkay e Elijah Burke, sendo atacados depois pela MNM. Hardys Boyz lutaram contra a MNM no December to Dismember onde ganharam após que Jeff lhes aplicou um duplo Swanton Bomb em Mercury e Nitro.

#### 2007-2008

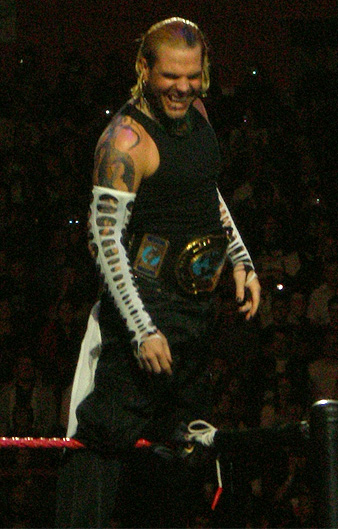
Jeff Hardy como Campeão Intercontinental.

Em 2007, no No Way Out, fizeram equipe com Chris Benoit derrotando a MVP e MNM. Em 2 de abril na RAW, participaram de um Tag Team Battle Royal, onde ganharam pela sexta vez o World Tag Team Championship. The Hardys defenderam com sucesso o título no Backlash e no Judgment Day, frente a Lance Cade e Trevor Murdoch.
No One Night Stand The Hardys mantiveram o cinturão contra The World's Greatest Tag Team (Haas e Benjamin) em uma Ladder match, porém no dia seguinte, na Raw, perderam depois que Lance Cade fez o pin em Jeff depois que o último falhou a aplicar um Swanton Bomb. Em 28 de Agosto, Matt conseguiu pela primeira vez o Título de Duplas da WWE, mas não tendo Jeff como seu parceiro.
Em 23 de junho de 2008, Jeff foi transferido para a Smackdown no Draft. Nessa mesma noite tiveram um combate contra os campeões de duplas naquele momento, John Morrison e The Miz onde perderam, e Matt foi transferido para a ECW. Em 16 de junho, na ECW, tiveram outro combate contra Morrison e Miz, no qual saíram vitoriosos.Depois Matt foi transferido para a SmackDown e Jeff e Matt estavam de novo juntos.

#### 2009
No Royal Rumble 2009, Matt Hardy teve a portunidade de recuperar o ECW Championship contra Jack Swagger, mas perdeu. Jeff Hardy teve que defender o WWE Championship contra Edge, e quando Jeff Hardy ia ganhar a luta, Matt Hardy chegou correndo e deu uma cadeirada no seu irmão, traindo-o. Jeff e Matt se enfrentaram várias vezes, em vários tipos de luta, como Extreme Rules na Wrestlemania 25 (Matt foi o vencedor), Streth Match na SmackDown (Matt de novo ganhou) e por último em uma "I Quit" match (Jeff foi o vencedor). Depois deste combate deixaram de se falar.
Na SmackDown do dia 7 de agosto, Jeff Hardy defendeu o seu World Heavyweight Championship|World Heavyweigth Championship contra CM Punk, e Matt Hardy foi escolhido para ajudar o árbitro durante a luta. Matt Hardy puxou o árbitro quando este estava fazendo a contagem e assumiu o controle depois que CM Punk acertou um golpe em Matt Hardy. Jeff aproveitou e Matt fez a contagem, dando a vitória ao seu irmão. No Smackdown da semana seguinte, Jeff estava magoado mas mesmo assim foi obrigado a lutar em uma Handicap match contra The Hart Dynasty,e perdeu. Mas após a luta CM Punk chegou e quando ia bater em Jeff, John Morrison veio para auxiliar Jeff Hardy, bateu na Hart Dynasty, mas Punk deu uma cadeirada nele. Quando menos se esperava Matt Hardy veio para ajudar seu irmão. Na semana seguinte John Morrison e The Hardy Boyz lutaram contra CM Punk e The Hart Dynasty, conquistando a vitória,e Jeff e Matt fizeram as pazes. Na SmackDown a seguir ao Summerslam, Jeff Hardy teve oportunidade de recuperar o titulo contra CM Punk num Steel Cage Match, quem perdesse teria que sair da WWE. Antes do combate Matt Hardy pediu desculpas a Jeff Hardy pelo que lhe fez e ele aceitou. Jeff Hardy perdeu o combate e despediu-se da WWE, muito emocionado.
Atualmente Jeff Hardy assinou com a empresa Total Nonstop Action Wrestling, e Matt Hardy foi demitido da World Wrestling Entertainment ,porém apareceu no PPV da TNA,Genesis como o adversário misterioso de RVD e venceu.O adversário de RVD foi anunciado como "Immortal's mystery oponent" e com isso,pode se entender que Matt entrará para essa stable, e seu irmão Jeff tambem está nela,então existem chances da Hardy Boyz voltar. Lutaram juntos uma vez em 2011 contra RVD e Mr. Anderson, e venceram.

### Retorno na TNA 2014
Matt voltou para TNA,Matt e Jeff lutaram algumas vezes juntos. Lutaram contra The Wolves pelo TNA World Tag Team Championship, mas perderam. Depois foi feito um torneio pelo TNA World Tag Team Championship entre The Hardys, Team 3D e The Wolves, The Wolves permanceram com os cinturões.

## No wrestling
- Finishers
  - Hardy Boyz
    - Event Omega / Falling Fate
    - Omega Event
    - Poetry in Motion
    - Tie Against Bond
    - Spin Cycle

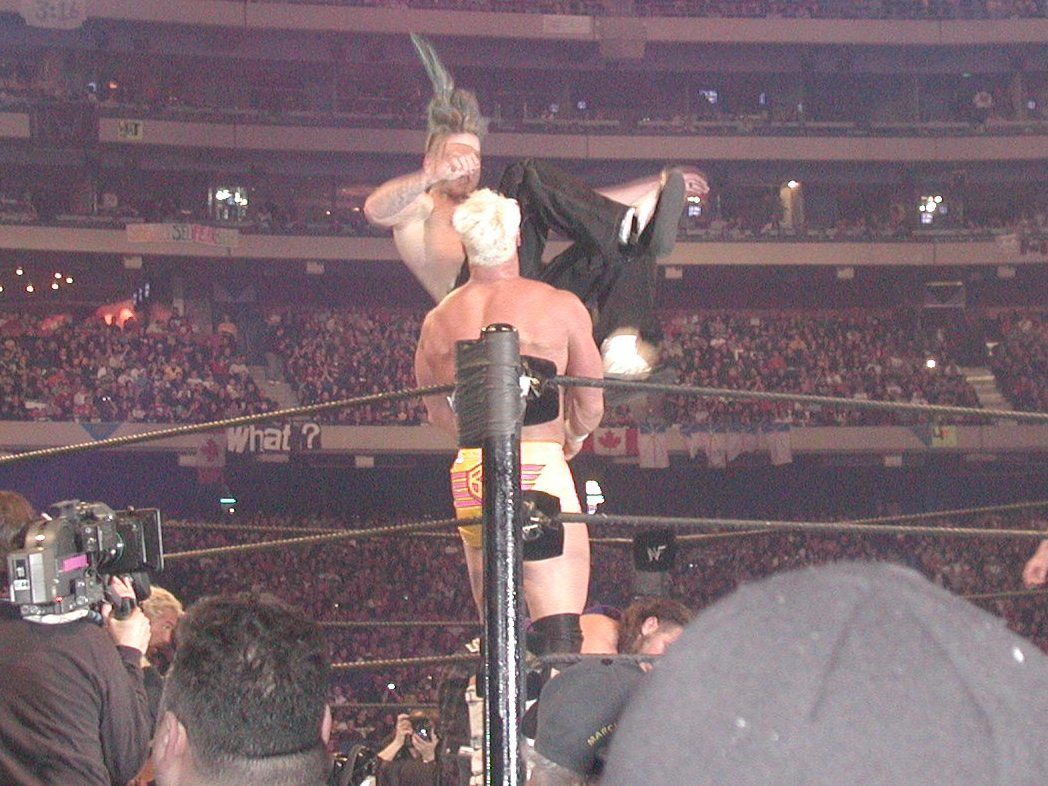
Jeff Hardy aplicando o Poetry in Motion em Billy Gunn.

    - Extreme Combination(Matt executa o Twist of Fate e depois Jeff executa o Swanton Bomb,já indo para o pin)

  - Jeff Hardy
    - Swanton Bomb
    - Whisper in the Wind
    - Twist of Fate

  - Matt Hardy
    - Twist of Fate
    - Leg Drop
    - Side Effect
- Valets e managers
  - Michael Hayes
  - Gangrel
  - Terri Runnels
  - Lita
- Objetos usados em lutas
  - Escada
- Temas de entrada
  - "Loaded" de Zack Tempest[19]
  - "Reptillian" por Jeff Hardy and Dale Oliver (2014 – presente)

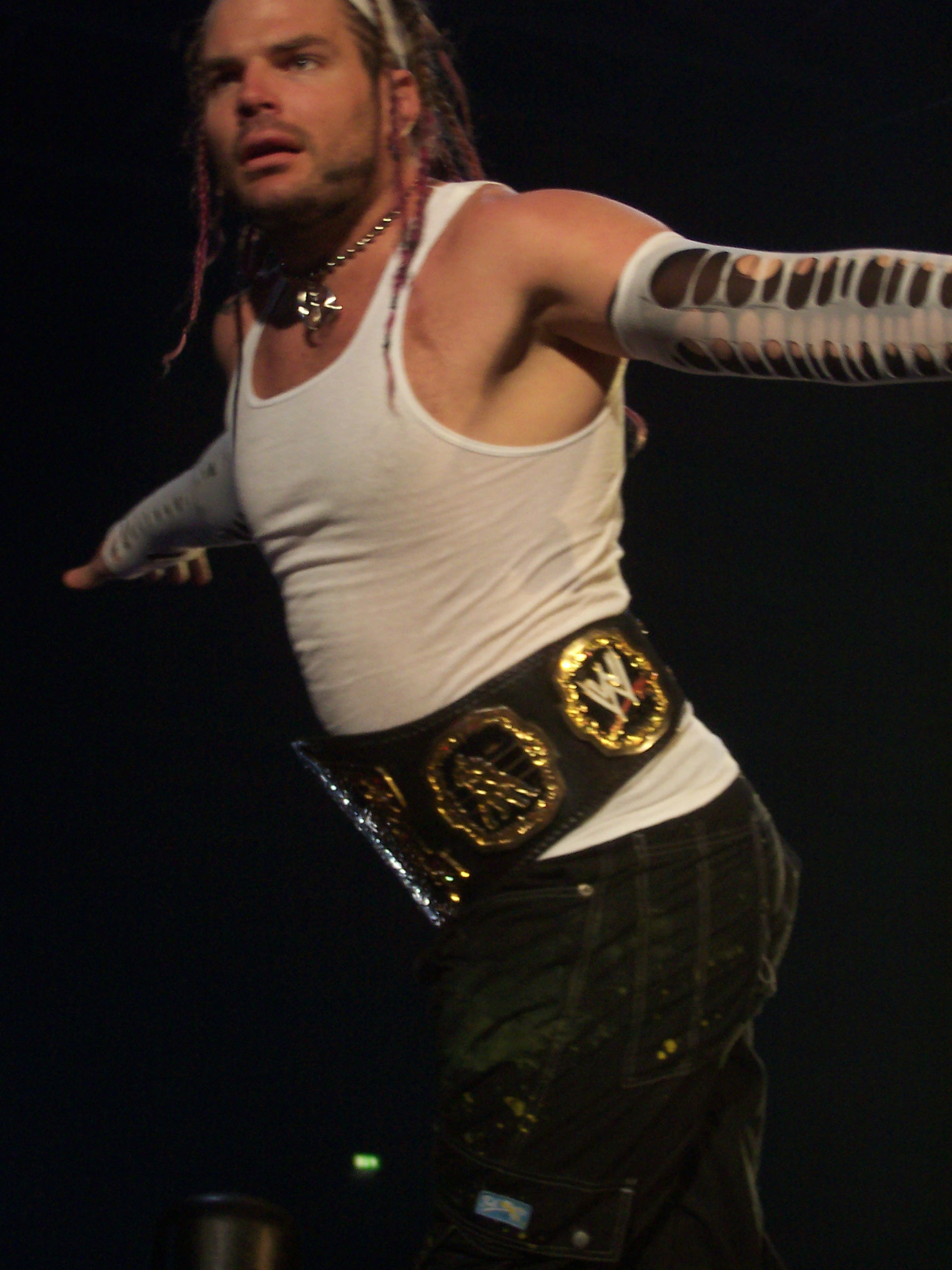
Jeff Hardy em 2001 como Intercontinental Champion.

## Títulos e prêmios
- NWA 2000
  - NWA 2000 Tag Team Championship (1 vez)
- Organization of Modern Extreme Grappling Arts
  - OMEGA Tag Team Championship (1 vez)
- Pro Wrestling Illustrated
  - PWI Match of the Year award em 2000 – vs. Edge e Christian e The Dudley Boyz(Triangle ladder match, WrestleMania 2000)[21]
  - PWI Tag Team of the Year award em 2000.[22]
  - PWI Match of the Year award em 2001 – vs. Edge e Christian e The Dudley Boyz (TLC II, WrestleMania X-Seven)[21]
- World Wrestling Federation
  - WWE Raw Tag Team Championship (1 vez; atuais)
  - WWF/E World Tag Team Championship (6 vezes)
  - WCW World Tag Team Championship (1 vez)